# Antje Leendertse
Antje Leendertse (* 7. März 1963 in Moers) ist eine deutsche Diplomatin. Sie ist seit September 2021 Ständige Vertreterin der Bundesrepublik Deutschland bei den Vereinten Nationen in New York. Sie war vom April 2018 bis Februar 2019 Politische Direktorin im Auswärtigen Amt, anschließend bis Mitte 2021 Staatssekretärin im Auswärtigen Amt unter Minister Heiko Maas.

## Herkunft und Ausbildung
Leendertse wurde 1963 in Moers geboren. Sie absolvierte nach dem Abitur ein Studium der Fächer Geschichtswissenschaft, Romanistik, Volkswirtschaftslehre und Philosophie an der Universität zu Köln, das sie 1989 mit einem Magister abschloss.

## Karriere
Sie begann 1990 den Vorbereitungsdienst für den höheren Auswärtigen Dienst und trat nach dessen Abschluss 1992 in das Auswärtige Amt ein. Nach einer Verwendung im Referat für Mittelmeerländer in der Politischen Abteilung des Auswärtigen Amtes war sie von 1993 bis 1997 Mitarbeiterin an der Botschaft in Russland und  von 1997 bis 1999 im Grundsatzreferat Vereinte Nationen im Auswärtigen Amt. Im Anschluss war sie von 1999 bis 2005 im Pressereferat des Auswärtigen Amtes tätig und dort zuletzt von 2002 bis 2005 Stellvertretende Sprecherin. Nach einer anschließenden Verwendung von 2005 bis 2006 an der Botschaft im Vereinigten Königreich und einer einjährigen Elternzeit fungierte sie zwischen 2007 und 2009 als Ständige Vertreterin des Botschafters in Finnland.
Nach ihrer Rückkehr war sie von 2009 bis 2012 Referatsleiterin für den Westlicher Balkan im Auswärtigen Amt sowie anschließend von 2012 bis März 2014 Beauftragte für Osteuropa, den Kaukasus und Zentralasien im Auswärtigen Amt. Von März 2014 bis März 2015 war Leendertse Beauftragte der Bundesregierung für Fragen der Abrüstung und Rüstungskontrolle im Auswärtigen Amt. Anschließend war sie Stellvertreterin des Sonderbeauftragten der Bundesregierung für den OSZE-Vorsitz Gernot Erler und Leiterin des Arbeitsstabs OSZE-Vorsitz 2016. Von Februar 2017 bis April 2018 war Leendertse Botschafterin und Ständige Vertreterin der Bundesrepublik Deutschland bei dem Büro der Vereinten Nationen und den anderen Internationalen Organisationen in Genf.
Außenminister Heiko Maas ernannte Leendertse im April 2018 zur neuen Politischen Direktorin. Damit folgte sie Andreas Michaelis nach, der zum Staatssekretär befördert wurde. Ein knappes Jahr später wurde sie zur beamteten Staatssekretärin ernannt und folgte damit zum 22. März 2019 auf Walter Johannes Lindner, der Botschafter in Indien wurde.
Im Sommer 2021 stand Leendertse unter Kritik, dass sie eindringliche Warnungen der deutschen Botschaft in Afghanistan vor einem baldigen Fall Kabuls im Zuge des Vormarsches der Taliban abgetan und verharmlost habe, dem Vorwurf nach in der (letztendlich vergeblichen) Hoffnung, den Fall der Stadt bis in die Zeit nach der Bundestagswahl 2021 (26. September 2021) hinauszögern zu können.
Seit September 2021 ist Leendertse Ständige Vertreterin Deutschlands bei den Vereinten Nationen in New York.

## Positionen
Leendertse ist Mitglied der International Gender Champions, die sich für Geschlechtergleichstellung in nationalen und internationalen Organisationen einsetzt.